# 路易莎·雅各布森
路易莎·雅各布森·古默（英語：Louisa Jacobson Gummer，1991年6月12日—）是一名美國女演員和模特兒。她最出名是在熱門的HBO電視劇《鍍金年代》中飾演Marian Brook。

## 早年
雅各布森於1991年6月12日出生在美國加利福尼亞州的洛杉磯，母親是女演員梅麗·史翠普，父親是雕刻家唐恩·古默。她有哥哥亨利·伍爾夫，是一名音樂家；姐姐麥米·古默和葛莉絲·古默，都是女演員。

## 外部連結
- 路易莎·雅各布森在互联网电影资料库（IMDb）上的資料（英文）
- 路易莎·雅各布森的Instagram帳戶
- IMG Home page